# Lillträsket (Råneå socken, Norrbotten, 732280-178782)
Lillträsket är en sjö i Luleå kommun i Norrbotten och ingår i Råneälven-Altersundets kustområde. Sjön har en area på 0,133 kvadratkilometer och ligger 24,1 meter över havet. Sjön avvattnas av vattendraget Lakabäcken.

## Delavrinningsområde
Lillträsket ingår i det delavrinningsområde (732388-178629) som SMHI kallar för Inloppet i Sörträsket. Medelhöjden är 50 meter över havet och ytan är 20,47 kvadratkilometer. Räknas de 3 avrinningsområdena uppströms in blir den ackumulerade arean 57,09 kvadratkilometer. Avrinningsområdets utflöde Lakabäcken mynnar i havet. Avrinningsområdet består mestadels av skog (73 procent) och sankmarker (20 procent). Avrinningsområdet har 0,14 kvadratkilometer vattenytor vilket ger det en sjöprocent på 0,7 procent.